# Palazzo Vitacolonna
Palazzo Vitacolonna è un edificio storico situato a Guardiagrele, in provincia di Chieti, che si affaccia su piazza Santa Maria Maggiore.
Risale al XVIII secolo ed è stato realizzato seguendo i dettami ancora dell'architettura rinascimentale. La facciata principale si articola su tre livelli: dai negozi e le botteghe del primo, al secondo dominato da finestre semplici per culminare al piano nobile sul terzo livello. La sommità del prospetto è caratterizzata da un cornicione aggettante sotto cui corrono una fila di formelle circolari. Nel piano nobile tutte le aperture, sormontate da timpani curvilinei e triangolari in alternanza, affacciano su una lunga balconata sorretta da mensole. 
Oltre l'ingresso si apre un ambiente dal pavimento in opus spicatum e ciottoli di fiume, nel quale è posizionata una rampa di scale con volte rampanti costruita seguendo i canoni del barocco napoletano settecentesco. In una delle sale interne è possibile ammirare una volta recante l'affresco Leda e il cigno, riconducibile all'artista locale Francesco Maria De Benedictis.